# Vladimir Selkov
Vladimir Selkov (en russe : Владимир Владимирович Сельков), né le 1er avril 1971 à Berezniki, est un nageur russe spécialiste en dos.

## Biographie
Aux Jeux olympiques de Barcelone en 1992, il représente l’équipe unifiée et y remporte la médaille d'argent au 200 mètres dos en 1 min 58 s 87 derrière l'Espagnol Martin López-Zubero qui bat le record olympique avec 1 min 58 s 47 ; il remporte également une médaille d'argent dans le relais 4 × 100 mètres quatre nages.
Quatre ans plus tard, représentant la Russie aux Jeux olympiques d'Atlanta de 1996, il remporte de nouveau la médaille d'argent du relais 4 × 100 mètres quatre nages.
Multiple fois champion d'Europe sur la distance du 100 m dos (1995 Vienne), du 200 m dos (1993 Sheffield, 1995 Vienne, 1997 Séville) et en relais 4 × 100 m 4 nages (1993 Sheffield, 1995 Vienne, 1997 Séville), il ne sera champion du monde du 200 m dos qu'aux championnats du monde de Rome en 1994 avec en plus une médaille d'argent en relais 4 × 100 m 4 nages. Quatre ans auparavant, il décroche une première médaille mondiale en bronze sur sa distance de prédilection.

## Palmarès

### Championnats d'Europe
- Championnats d'Europe 1989 à Bonn (Allemagne de l'Ouest) :
  -  Médaille d'argent du 200 m dos.
- Championnats d'Europe 1991 à Athènes (Grèce) :
  -  Médaille d'or du relais 4 × 100 m 4 nages ;
  -  Médaille d'argent du 200 m dos.